# Toscano Modigliani
Il Toscano Modigliani è un tipo di sigaro Toscano realizzato a macchina. A differenza della maggior parte degli altri sigari Toscano, è realizzato con tabacco Kentucky italiano utilizzato, oltre che per l'interno, anche per la fascia. Per l'essiccamento, che avviene presso le stesse coltivazioni, sono arsi anche legni provenienti da alberi da frutto. La fermentazione è doppia, la stagionatura è di sei mesi, il gusto è morbido, intenso e aromatico. È in vendita dal 2010, in occasione del trasferimento da Parigi a Palazzo Taverna a Roma degli Archivi Legali Amedeo Modigliani. Il sigaro insieme al Toscano Garibaldi e Toscano Soldati, fa parte della serie "Sigari d'Autore" le cui confezioni di colore verde (Garibaldi) rossa (Soldati) e bianca (Modigliani) sono un omaggio alla bandiera d'Italia.

## Caratteristiche
Caratteristiche distintive del Toscano Modigliani:
- Manifattura di produzione: Lucca
- Tempo di maturazione e stagionatura: 6 mesi
- Fascia: tabacco Kentucky nazionale
- Ripieno: tabacco Kentucky nazionale
- Aspetto: Marrone "tonaca di frate"
- Fabbricazione: a macchina
- Lunghezza: 150 mm
- Anno di uscita: 2010
- Disponibilità: in produzione
- Fascetta: nel 2010 era color panna con al centro la scritta "L'Artista", in seguito sostituita con la scritta "Modigliani"